# Willy Fossli
Willy Fossli (8. července 1931, Asker – 29. ledna 2017) byl norský fotbalový záložník. Nastupoval i v norské fotbalové reprezentaci.

## Klubová kariéra
Na klubové úrovni hrál fotbal pouze v norském klubu Asker Fotball. Jedenkrát se stal nejlepším kanonýrem nejvyšší norské fotbalové ligy, v sezóně 1955/56 nastřílel 17 gólů (14zápasová sezóna).

## Reprezentační kariéra
V A-týmu norské fotbalové reprezentace debutoval 22. 11. 1953 v kvalifikačním utkání v Hamburku proti týmu Západního Německa (porážka 1:5). Celkem odehrál v letech 1953–1957 za norský národní tým 7 zápasů, gól nevstřelil.